# Jessica Mercedes Kirschner
Jessica Mercedes Kirschner (ur. 23 lipca 1993 w Kolonii) – polsko-niemiecka blogerka modowa, autorka bloga modowego Jemerced, założycielka marek „Moiess” oraz „Veclaim”

## Życiorys
Jest córką Polki i Niemca. Urodziła się w 1993 w Niemczech, skąd przeprowadziła się do Polski. W latach 2006–2009 uczęszczała do Gimnazjum Sióstr Urszulanek UR w Poznaniu.
Rozpoznawalność zyskała dzięki założonemu przez siebie w 2010 blogowi o tematyce modowej Jemerced.com. W tym samym roku na Fashion Week Poland w Łodzi nawiązała współpracę z polskim projektantem mody Robertem Kupiszem. Wystąpiła także na New York Fashion Week.
W latach 2014–2019 prowadziła własny kanał na YouTube, na którym publikowała m.in. wideorelacje z podróży i pokazów mody.
W 2016 otrzymała tytuł „Kobiety roku” w kategorii „Ikona mody” od magazynu „Glamour”. W 2017 założyła markę z kostiumami kąpielowymi „Moiess”. W grudniu 2018 otworzyła markę z ubraniami „Veclaim”. Na przełomie maja i czerwca 2020 firma stała się przedmiotem tzw. afery metkowej, związanej z rozbieżnościami pomiędzy informacjami podawanymi przez markę a stanem faktycznym: wbrew oświadczeniom właścicielki sprzedawana odzież nie była produkowana w Polsce, lecz w Maroku i w Chinach, a wzory bazowały na gotowych produktach marki Fruit of the Loom. Wywołało to negatywny odzew w mediach społecznościowych oraz reakcję prezesa Urzędu Ochrony Konkurencji i Konsumentów, który oświadczył w wywiadzie, iż UOKiK przygląda się działaniom przedsiębiorczyni i wzywa do zwrotu pieniędzy tym z klientów, którzy czują się poszkodowani. Firma ogłosiła możliwość dokonania zwrotu, a następnie zaczęła podawać na stronie swego sklepu dodatkowe, niewymagane prawem, informacje, np. o pochodzeniu tkaniny i miejscowości, w której uszyto lub dokonano uszlachetnienia wyrobu.
W 2022 zagrała w teledyskach do piosenek: „Na darmo” Julii Wieniawy oraz „Nie ma nas” Tomasza Makowieckiego i Katarzyny Nosowskiej. W 2025 wystąpiła w programie Magdy Gessler Magda gotuje Internet.